# Реджбечай, Эльвис
Эльвис Реджбечай (нем. Elvis Rexhbeçaj; 1 ноября 1997, Джонай) — косовский футболист, полузащитник немецкого клуба «Аугсбург» и сборной Косова.

## Клубная карьера
Родился 1 ноября 1997 года.
Во взрослом футболе дебютировал в 2016 выступлениями за команду «Вольфсбург II», в которой провел два сезона, приняв участие в 44 матчах чемпионата. Большинство времени, проведенного в составе второй команды «Вольфсбурга», было основным игроком команды.
В состав главной команды «Вольфсбурга» начал привлекаться в 2018 году. Отыграл за «волков» 28 матчей в национальном чемпионате.
В начале 2020 года на правах полуторагодовалой аренды с правом выкупа присоединился к «Кёльну».

## Карьера в сборной
В августе 2024 года сменил спортивное гражданство и был впервые вызван в национальную сборную Косово на матчи Лиги наций 2024/2025 против Румынии (6 сентября) и Кипра (9 сентября). Дебютировал 6 сентября в матче против Румынии.